# Палац Сарсуела
Палац Сарсуела (ісп. Palacio de la Zarzuela  [paˈlaθjo ðe la θaɾˈθwela]) — резиденція та робочі офіси панівного монарха Іспанії (короля Феліпе VI), хоча офіційною резиденцією іспанської королівської родини є Королівський палац у Мадриді. Палац Сарсуела знаходиться на околиці Мадрида, неподалік від Королівського палацу Ель-Пардо, в якому працюють найвищі посадовці держави. Палац належить уряду Іспанії та керується державним органом під назвою Patrimonio Nacional (Національна спадщина).
Палац Сарсуела був домом короля Хуана Карлоса I з травня 1962 року, допоки в серпні 2020 року після звинувачень у його фінансовій некоректності він не вирушив за кордон. Не повідомляється, чи залишиться палац домівкою його дружини, королеви Софії, яка не супроводжувала Хуана Карлоса за кордоном. Хоча король Філіп VI має свій офіс у палаці, зі своєю сім'єю живуть у Пабельон-дель-Принсіпі на території східніше від палацу Сарсуела.

## Історія
У 17 столітті король Іспанії Філіп IV наказав побудувати заміський палац або мисливський будиночок в Ла-Сарсуела поблизу Мадрида. Назва «Zarzuela», як вважають, походить від слова «zarzas», що означає ожину, натякаючи на функції мисливського будиночка. Це означає, що він знаходиться серед ожини та мисливських угідь короля. Це була прямокутна будівля з шиферним дахом з двома бічними аркадами. Король Карлос IV змінив будівлю, щоб пристосувати її до моди 18 століття. Він прикрасив будинок гобеленами та порцеляною, а також меблями та його улюбленими годинниками.

## Королівська резиденція
Король Хуан Карлос I та його дружина, королева Софія, жили в палаці з моменту свого одруження в травні 1962 року до переїзду Хуана Карлоса за кордон у серпні 2020 року. Королева Софія продовжувала жити в Іспанії. Після смерті диктатора Франсіско Франко в листопаді 1975 року король вирішив не займати свій палац Ель-Пардо, залишивши його для іноземних державних гостей, визначивши Паласіо де ла Монклоа як резиденцію президента іспанського уряду, поки вони залишалися в Сарсуелі. Palacio Real (Королівський палац) у центрі Мадрида, колишня головна резиденція іспанських монархів, є офіційною резиденцією короля, хоча зараз вона використовується лише для державних заходів.
Влітку 2002 року король Філіп VI, тодішній принц Астурійський, переїхав до нової резиденції площею 3 150 м². Це був новий палац, побудований на території палацу Ла Сарсуела.

## Опера
Палацовий театр був місцем зародження іспанського жанру музичної драми сарсуела.